# رودخانه فینکل
رودخانه فینکل (فینکُل) یک رودخانه در آبخوست و ایالت کوسرائی در کشور ایالات فدرال میکرونزی است. این رودخانه از کوه‌پایه کوه فینکل سرچشمه گرفته و با جاری شدن به سمت جنوب در نزدیکی روستای اوتوگا ما به اقیانوس آرام می‌ریزد.